# Hemsleya
Hemsleya là một chi thực vật có hoa trong họ Cucurbitaceae.
Các loài ở Trung Quốc có tên gọi thông thường là tuyết đảm (雪胆).

## Mô tả
Cây thảo, lâu năm, leo bám. Rễ phình to, hình cầu dẹt hoặc hiếm khi hình trụ. Thân và các cành thanh mảnh hoặc mập vừa phải. Tua cuốn hình chỉ, chẻ đôi. Lá chân vịt (3-)5-9(-11)-lá chét; các lá chét thuôn dài hẹp-hình mác đến hình trứng ngược-hình mác, dạng màng hoặc dạng giấy. Thực vật đơn tính khác gốc. Cụm hoa dạng xim-chùm hoặc chùy, ở nách lá. Hoa đực: ống đài ngắn; các phần hình trứng đến hình trứng-hình mác, thăng, tỏa rộng, hình bánh xe, uốn ngược lại hoặc uốn đảo ngược; tràng hoa màu vàng nhạt, vàng-xanh lục hoặc đỏ-cam, hình bánh xe, hình đĩa, hình con quay, hình bát, hình bát úp, hình giống đèn lồng hoặc hình tán; các phần hình trứng-hình mác đến hình trứng rộng, dạng thảo hoặc gần mọng nước; nhị 5; chỉ nhị thò. Hoa cái: đài và tràng hoa thường như ở hoa đực, đôi khi to hơn một chút; bầu nhụy hình gần cầu hoặc hình nón, nhẵn hoặc có gai nhỏ; vòi nhụy 3; đầu nhụy 2 thùy. Quả hình cầu, hình trụ hoặc hình ống-hình trụ, theo chiều dọc có 9-10 sọc hoặc 9-10 góc, gần như nhẵn bóng hoặc có mụn cóc. Hạt hình elip hoặc hình trứng rộng, thường với các cánh hóa gỗ, đôi khi cánh dạng màng hoặc không có.

## Các loài
Chi Hemsleya gồm 26 loài, phần lớn là loài bản địa/đặc hữu Trung Quốc:
- Hemsleya amabilis Diels, 1912: Trung Quốc (Tứ Xuyên, Vân Nam).
- Hemsleya carnosiflora C.Y.Wu & Z.L.Chen, 1985: Trung Quốc (Vân Nam).
- Hemsleya chengyihana D.Z.Li, 1993: Trung Quốc (Vân Nam).
- Hemsleya chinensis Cogn. ex F.B.Forbes & Hemsl., 1888 - Loài điển hình. Dây hèm, tuyết đảm Trung Quốc. Từ miền nam Trung Quốc tới Việt Nam.
- Hemsleya cirromitrata (W.J.de Wilde & Duyfjes) H.Schaef. & S.S.Renner, 2011: Campuchia, Thái Lan.
- Hemsleya delavayi (Gagnep.) C.Jeffrey ex C.Y.Wu & C.L.Chen, 1985: Trung Quốc (Tứ Xuyên, Vân Nam).
- Hemsleya dipteriga Kuang & A.M.Lu, 1982: Trung Quốc (Quảng Tây, Quý Châu, Vân Nam), miền bắc Việt Nam.
- Hemsleya dolichocarpa W.J.Chang, 1983: Trung Quốc (Tứ Xuyên).
- Hemsleya dulongjiangensis C.Y.Wu, 1985: Trung Quốc (Vân Nam).
- Hemsleya ellipsoidea L.T.Shen & W.J.Chang, 1983: Trung Quốc (Tứ Xuyên).
- Hemsleya emeiensis L.T.Shen & W.J.Chang, 1983: Trung Quốc (Tứ Xuyên).
- Hemsleya endecaphylla C.Y.Wu, 1985: Trung Quốc (Vân Nam).
- Hemsleya gigantha W.J.Chang, 1983: Trung Quốc (Tứ Xuyên).
- Hemsleya graciliflora (Harms) Cogn., 1916: Trung Quốc (Chiết Giang, Giang Tây, Hồ Bắc, Quảng Đông, Quảng Tây, Tứ Xuyên), miền bắc Việt Nam.
- Hemsleya kunmingensis H.T.Li & D.Z.Li, 2007: Trung Quốc (Vân Nam).
- Hemsleya lijiangensis A.M.Lu ex C.Y.Wu & Z.L.Chen, 1985: Trung Quốc (Vân Nam).
- Hemsleya macrocarpa (Cogn.) C.Y.Wu ex C.Jeffrey, 1985: Ấn Độ (Assam), Trung Quốc.
- Hemsleya macrosperma C.Y.Wu, 1985: Trung Quốc (Tứ Xuyên, Vân Nam).
- Hemsleya mitrata C.Y.Wu & Z.L.Chen, 1985: Trung Quốc (Vân Nam).
- Hemsleya panacis-scandens C.Y.Wu & Z.L.Chen, 1985: Trung Quốc (Vân Nam).
- Hemsleya panlongqi A.M.Lu & W.J.Chang, 1983: Trung Quốc (Tứ Xuyên).
- Hemsleya peekelii (W.J.de Wilde & Duyfjes) H.Schaef. & S.S.Renner, 2011: Quần đảo Bismarck, Maluku, New Guinea.
- Hemsleya pengxianensis W.J.Chang, 1979: Trung Quốc (Trùng Khánh, Tứ Xuyên).
- Hemsleya sphaerocarpa Kuang & A.M.Lu, 1982: Trung Quốc (Hồ Nam, Quảng Tây, Quý Châu, Vân Nam).
- Hemsleya turbinata C.Y.Wu, 1985: Trung Quốc (Vân Nam).
- Hemsleya zhejiangensis C.Z.Zheng, 1985: Trung Quốc (An Huy, Chiết Giang, Giang Tây).